# 修杰楷
修 杰楷（シュウ・ジエカイ、1983年3月6日 - ）は、台湾の俳優である。2003年、東南技術学院在学中に、蔡岳勳監督の秘蔵っ子として演技指導を受けデビュー。

## プロフィール
- 出身 - 台湾
- 身長 - 180cm
- 体重 - 71kg
- あだ名 - 小修（シャオシュウ）、修くん

## 出演作品

### ドラマ
- （名揚四海） （2003年）- 石頭 役
- 戦神〜MARS〜 （原作：惣領冬実『MARS』）（2004年）- 木田達也（安逹也） 役
- ザ・ホスピタル（白色巨塔〜The Hospital〜）（2006年、中視）- 廖其書 役
- イタズラなKiss2（惡作劇2吻）（原作：多田かおる『イタズラなKiss』（2007年、八大電視）- 傳津 役
- ブラック&ホワイト（痞子英雄〜Black&White〜）（2009年、公視）- 小馬 役
- ハッピーメーカー（福氣又安康）（2009年、台視、三立）- 嚴陽 役
- （終極三國）（2009年、民視、八大）- 孫權 役
- （飯糰之家）（2010年、台視）- 邱一武 役
- （女王不下班）（2010年、中視待定）- 童嘉良 役
- 僕らはふたたび恋をする（真心請按兩次鈴）（2011年、華視） - 王克捷 役
- （絕對達令）（2012年、民視、八大）- 俊樹 役
- アリスへの奇跡（給愛麗絲的奇蹟）（2012年、華視、八大）- 陳海傑 役
- （PM10-AM03）（2012年、三立）- 倪課 役
- （沒有名字的甜點店）（2013年、公視）- 尚宇文 役
- （PMAM）（2013年、中天電視）- 倪課 役
- （幸福選擇題）（2013年、三立）- 何立偉 役
- （結婚好嗎？）（2013年、台視）- 方子軒 役
- （七個朋友）（2014年、中視）- 麥杰 役
- （我的寶貝四千金）（2014年、三立）- 陳其樂 役
- （星座愛情牡羊女）（2015年、民視）- 王少強 役
- 深夜食堂 中国版（2017年、北京衛視）- タテジマ（梁浩実） 役
- （翻牆的記憶）（2018年、TVBS）- 陳昌民 役
- （天堂的微笑）（2019年、TVBS）- 孫又翔 役

### 映画
- ハーバー・クライシス 都市壊滅（原題：痞子英雄二部曲:黎明升起）（2014年） - 黄世楷 役

### CM/イメージキャラクター
- 2021年　LIXIL[1]

- 2021年　NexGardSpectra(台湾版:全能狗S)